# 筑波学園郵便局

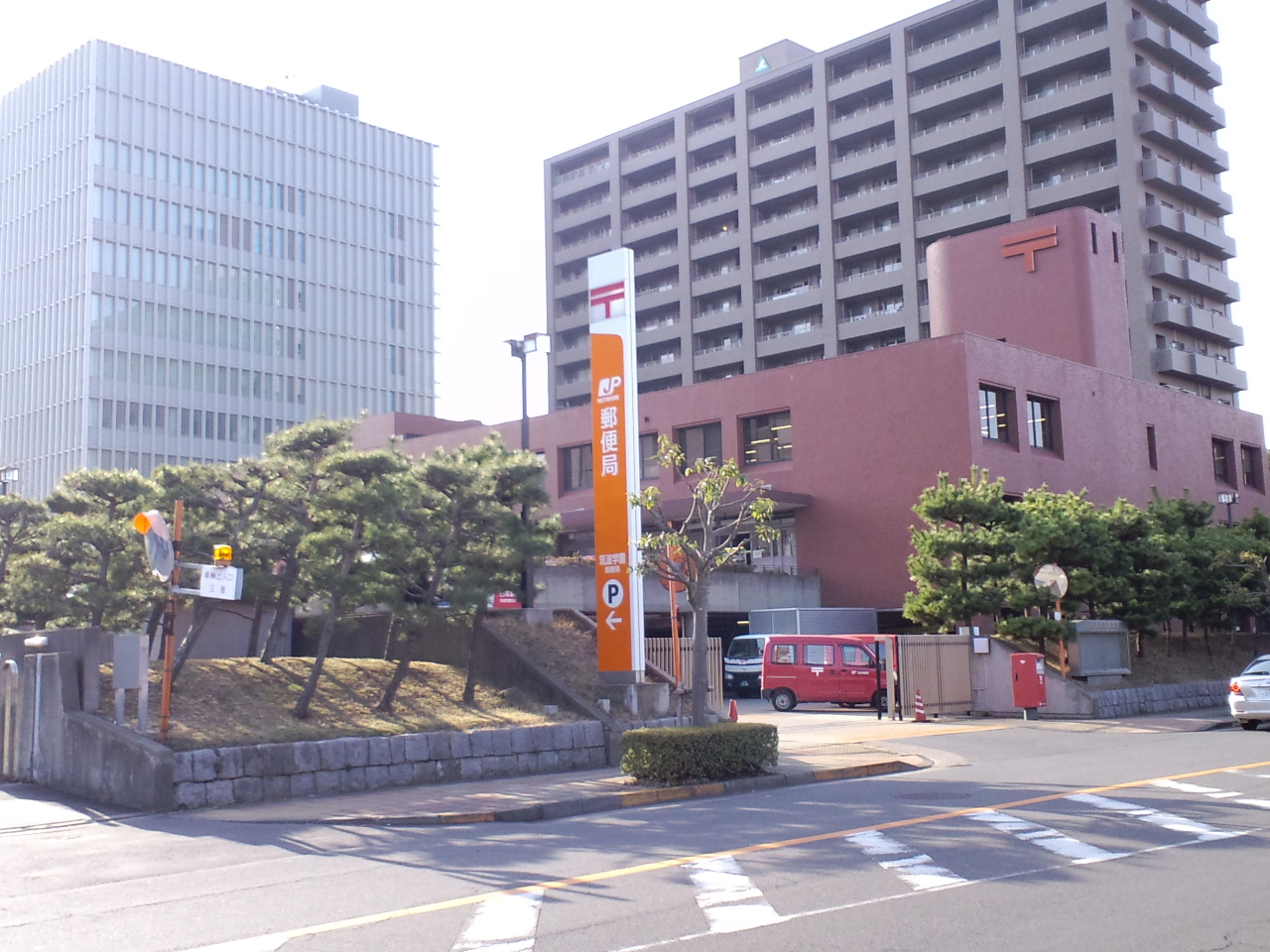
吾妻一丁目住宅側より

筑波学園郵便局（つくばがくえんゆうびんきょく）は、茨城県つくば市吾妻一丁目にある郵便局である。民営化前の分類では集配普通郵便局であった。

## 概要
住所：〒305-8799 茨城県つくば市吾妻一丁目13番地2
筑波万博で実施された、郵政省の「ポストカプセル郵便2001」は、博覧会の終了後当局にて保管されていたが、2001年（平成13年）1月1日の配達に際して、発送準備は川越西郵便局に運び込んで実施した。また、博覧会実施期間中に郵便物の引受に使用していたポストは、当局窓口ロビーにて展示されている。

### 併設施設
- ゆうちょ銀行つくば店（さいたま支店つくば出張所）：取扱店番号064420

## 沿革
- 1979年（昭和54年）10月22日 - 筑波学園郵便局として新治郡桜村大字花室1376番地（現在地）に開局。同日、桜郵便局、筑波谷田部郵便局から集配業務を移管[1]。
- 1991年（平成3年）10月1日 - 外国通貨の両替および旅行小切手の売買に関する業務取扱を開始。
- 2007年（平成19年）10月1日 - 民営化に伴い、併設された郵便事業筑波学園支店、ゆうちょ銀行つくば店に一部業務を移管。
- 地番整理により、つくば市吾妻一丁目1376番地より、つくば市吾妻一丁目13番地2に変更
- 2012年（平成24年）10月1日 - 日本郵便株式会社発足に伴い、郵便事業筑波学園支店を筑波学園郵便局に統合。
- 筑波郵便局より集配業務を移管。

## 取扱内容

### 筑波学園郵便局
- 郵便、印紙、ゆうパック、内容証明
- 生命保険、バイク自賠責保険、自動車保険
- つくば市内の一部地域を除く集配業務
- ゆうゆう窓口

### ゆうちょ銀行つくば店
- 貯金、貸付、為替、振替、振込、国際送金、外貨両替、トラベラーズチェック、国債、投資信託、変額年金保険
- ATM

## 周辺
- 首都圏新都市鉄道つくばエクスプレス つくば駅（つくばセンター）
- つくばセンタービル
- ノバホール
- つくば文化会館アルス
- つくばクレオスクエア
- 学園中央通り
- 学園西大通り（国道408号）
- 学園東大通り

## アクセス
- つくばエクスプレス つくば駅から徒歩約8分(約600m)
- 関東鉄道バス 電話局前停留所もしくは吾妻一丁目停留所下車
- 常磐自動車道 桜土浦ICから北西へ約5.5km
- 駐車場あり：28台